# Labrocerus suffusus
Labrocerus suffusus är en skalbaggsart som beskrevs av Sharp 1908. Labrocerus suffusus ingår i släktet Labrocerus och familjen ängrar. Inga underarter finns listade i Catalogue of Life.